# Atrofi
Atrofi (fra græsk ἀτροφία, atrophia, "afmagring") er et lægeligt udtryk som betegner svind af væv, legeme eller organ. Årsagen til denne tilstand kan være normal fysiologisk udvikling, mangelfuld ernæringstilstand, nedsat brug eller alderdom.

## Histologi
Atrofi dækker over to principielt forskellige begreber. Både faldende celletal, og svind i cellemasse – kombinationer er også muligt.
Tab af cellemasse er fx det der sker, når muskler svinder under langvarig sygdom, eller fedtceller skrumper ved slankekur/sult. Der er det samme antal celler i de enkelte muskler, men de enkelte celler er blevet betragteligt mindre. På dette punkt, er atrofi i modsætning til hypertrofi.
Tab af celler, ses fx i tarmen, under langvarig underernæring. Der bliver ikke nydannet celler, når de gamle dør, derfor falder antallet af celler. Atrofi modsvarer her hyperplasi.
Atrofi, i form af falende celletal, dækker over begreberne nekrose, der dækker over patologisk celledød, eller apoptose der er naturlig og styret celledød.
Hvis atrofien er sygelig kan de danske udtryk (vægt-)svind, svindsot eller tæring anvendes synonymt.

## Botanisk
Også planter kan atrofieres. Ved begyndende vandmangel, tabes saftspændingen, men ved langvarig udtørring svinder cellerne ind og planten begynder at blive gullig at se på, man siger, at "den visner". Når skaden er sket, og planten er helt tør, siger man i stedet "den er visnet". På den måde skelnes der i dansk sprog mellem atrofieringsfasen og dødsfasen hos planter.